# Шеки
Шеки́ (азерб. Şəki) — город, центр одноимённого района и одноимённой исторической области в Азербайджане. Расположен в южных предгорьях Большого Кавказа, в 77 км к северу от железнодорожного узла Евлах. До 15 марта 1968 года носил название Нуха́.
Центральный город Шеки-Закатальского региона, занимающий особое положение в истории и культуре азербайджанского народа. Город ремёсел и народного искусства.
Старая часть города и дворец шекинских ханов на 43-й сессии Комитета Всемирного наследия включены в список Всемирного наследия ЮНЕСКО (в 2019 году).

## География
Вершины снежных пиков Большого Кавказа в некоторых местах достигают 3000—3600 метров. Климат Шеки определяют циклоны и антициклоны, различные воздушные массы и местные ветра. Среднегодовая температура в Шеки — 12 °С. В июне, августе среднесуточная температура — 20-25 градусов тепла. Высота — 500—850 метров над уровнем моря, горные леса вокруг местности предотвращают сильное нагревание города. Горные леса позволяют защитить город от потопов. В лесах растут бук, орех. Богат животный мир. Бурые почвы распространены по всей территории. Основные реки города — реки Киш и Гурджана.

## История

### Ранняя история

Карта Абу-л-Касим ибн Хаукала (II пол. X в.). С нижней стороны к горам примыкают города «ал-Лайджан, Кабиса, Шаки, Кабала»

Основан в VIII веке до н. э. и первоначально назывался Сакасена или Саке. Топоним связывают с этнонимом саки (ветвь ираноязычных скифов). Позже название трансформировалось в Шака, Шакки (от арм. Шаке), Шеки. В III—V вв. н. э. Шаке — область Кавказской Албании. В IV веке албаны приняли христианство от армян. Как отмечает британский историк К. Э. Босуорт, впредь армянское религиозное и культурное влияние в Шеки было сильным. В. Минорский также писал о значимой роли, который имели армяне в областях севернее Куры, включая Шеки. В 654 году был захвачен армией Халифата и подвергся разрушениям. Позднее Шеки неоднократно попадал в зону 150-летней арабо-хазарской войны.
В конце VIII века владетелями Шеки стали выходцы из Армении, потомки которых в IX веке пытались распространить свое влияние на Арран. На рубеже IX века, область Шеки вместе с более западной областью Камбисена входила в состав армянского княжества Смбатянов, вассалов Армянского царства. Как отмечают «Энциклопедия ислама», «Кембриджская история Ирана», энциклопедия «Ираника», и др. авторитетные источники первым армянским князем Шеки был Сахл Смбатян. В IX веке род Смбатянов, владетели Шеки, пытались распространить своё влияние на Арран. Но после смерти Григор-Амама, одного из потомков княжеского рода Михранидов, княжество было разделено между его сыновьями. Область Шаки-Камбечан досталась его сыну Атрнерсеху, правившему областью до середины X века. Атрнерсех, упоминается как Атрнерсех ибн Хамам, царь шакинцев, арабским географом Масуди. Ибн Хаукаль в середине X века упоминает князя Шеки Ишханика, имя которого В. Минорский характеризует как типично армянское. Арабские историко-географы IX—X веков определяют национальность населения области как «шекинцев», а иногда и как «уд», обозначающую утийцев.
Между 950 и 1050 годами на область Шеки распространялась власть правителей Кахетии. С 1038 по 1105 годы в Кахети-Эрети (в состав которой входил Шеки) правила армянская династия Кюрикидов. В 1117 году город захватил грузинский царь Давид IV Строитель. Прежде всего, грузинские войска вступили в Ширван. Здесь позиции сельджуков были не так сильны, как в других местах. Коренное население Ширвана, будучи враждебно к захватчикам, активно помогало грузинам. Давид IV взял город Кабала. Ширванский владетель стал вассалом грузинского царя, и эта ситуация сохранялась на протяжении XII—XIII веков.
1118 год — город был включён в состав Ширванского государства.

### XIV—XVIII века
Как государственное образование упоминается с конца XIV века. Владетелем Шеки был Сиди Ахмед Орлат из тюркизированного монгольского племени орлатов. В 1402 году шекинские войска приняли участие в походе Тимура против турецкого султана Баязида. В 1444 году власть в Шеки перешла к мусульманской династии армянского происхождения Кара-Кешиш-оглы, в период правления которой (1444—1551) область Шеки была цветущей сельскохозяйственной страной, производившей прекрасный шёлк — основной предмет вывоза. С возвышением государства Сефевидов Шеки, оставаясь в значительной степени самостоятельным, временами признавал его власть. В 1551 году шекинские войска были разбиты иранским шахом Тахмаспом, и Шеки утратил независимость.
1735 год — правитель Персии Надир-шах восстановил контроль над Шеки.

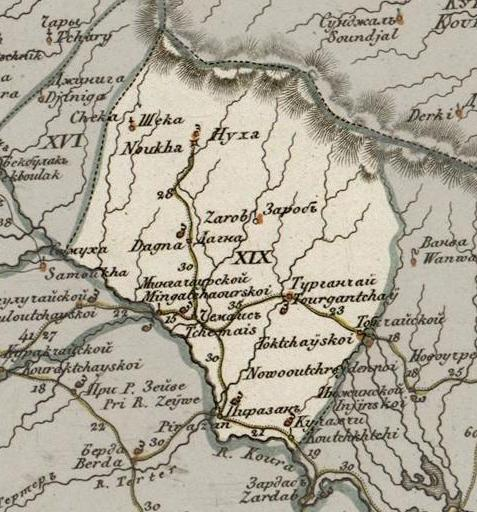
Карта Шекинского ханства 1823 года, со столицей в Нухе

1743 год — крупное антииранское восстание вспыхнуло в Шеки.
1743 год — Шеки стал столицей Шекинского ханства.
1744 год — Правитель Ирана Надир-шах напал на Шеки.
1765 год — построена Нухинская крепость.
В 1743—1819 годах Шеки — столица Шекинского ханства. В 1743 году Гаджи Челеби, претендовавший на происхождение от исконных армяно-мусульманских правителей края, с помощью своих приближённых убил подручного Надир-шаха, правителя Шеки Мелик Наджафа, и объявил себя шекинским ханом.

Правитель Ирана Надир-шах, чтобы привести в повиновение шекинцев, в 1744 году с большой армией напал на Шеки и четыре месяца держал в осаде крепость Гелярсан-Гёрарсан, где укрылся Гаджи Челеби. По приказу Надир-шаха город был разрушен. Однако взять крепость так и не удалось и Надир-шах был вынужден снять осаду крепости и оставить Шеки. После смерти Гаджи Челеби шекинским ханом стал его сын Агакиши-бек (1755−1760), затем внук Гусейн-хан (1760—1779). Династия Челеби управляла независимым Шекинским ханством до присоединения ханства к Российской империи.

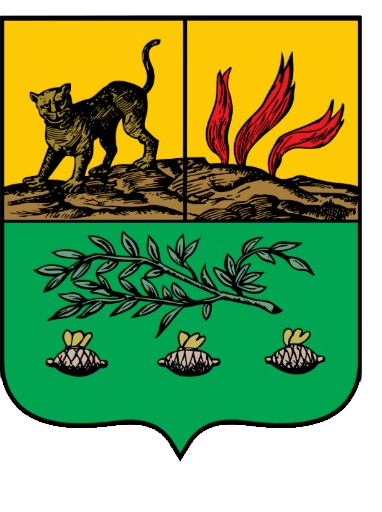
Герб города Нуха в годы Российской империи

Исследователи считали, что Нуха — это древний город Шеки. Но на основании анализа исторических источников и натурного обследования выяснилось, что Шеки и Нуха разные населённые пункты. Город Шеки был расположен гораздо ниже в Кишском ущелье. В 1772 году сильным наводнением реки Киш город Шеки был снесён до основания. С тех пор жители его переселились в Нуху, которая находилась на сто метров выше беспокойной реки. Впоследствии Нуха сильно развилась и расширилась.Здесь же была построена крепость — цитадель.Город имел большую армянскую общину и был центром местного производства шелковой нити.
1772 год — сильное наводнение реки Киш снесло город Шеки до основания.
XVIII век — построен Дворец шекинских ханов.
1819 год — ханская власть упразднена и Шекинское ханство преобразовано в провинцию.
Текущая с востока река Гурджаначай делит город на две части — северную возвышенную и южную, которая расположена в долине. В связи с формированием торгового центра, город начал развиваться по одну сторону реки. Реки Гурджаначай и Дайирман-арх (в западной части города) являлись источниками орошения и водоснабжения. Впоследствии на месте слияния этих рек был организован новый городской центр с площадью. Река Гурджаначай являлась естественным организующим элементом архитектурно-планировочной структуры города, а река Дайирман-арх служит второстепенной осью города.
Согласно азербайджанскому историку Аббаскули-ага Бакиханову, Нуха являлась ширванским городом Нахия или Нагия. Керим Ага Фатех писал, что Нуха существовала в XV веке под именем Ноху. Во время реставрационных работ в Имарете Муштага на глубине фундамента была найдена, наряду с другими предметами культуры, монета чеканки XII века. Азербайджанский историк XIX века Гаджи Сеид Абдул-Гамид подтверждая, что Шеки и Нуха были разными городами, писал: «Нухинские и шекинские жители, заключив союз, избрали Алиджана правителем и сделали его ханом, чтобы он управлял Шекинским вилайетом и защищал его от злодеяний персидских грабителей и он управлял прекрасно. (Он) умер в 861 (1456—1457 г.)».

### XIX—XXI века
В 1840 году был образован Шекинский уезд с центром в городе Нуха. Название города объясняют из аварского нух — «дорога» и связывают с тем, что он находился на важной дороге, проходящей по южному подножью Главного Кавказского хребта. Город посещали писатели Л. Н. Толстой, А. Дюма, генерал Н. Н. Раевский.
По данным на 1862 год Шеки делился на махалле (кварталы): 1. Чаггал дереси, 2. Гилейли; 3. Демирчи булагы; 4. Гянджалы; 5. Сары торпаг; 6. Отаг эшийи; 7. Агванлар; 8. Дулузлар; 9. Доды; 10. Багманлар; 11. Серкерлар; 12. Даббахана; 13. Таза кенд; 14. Кехна кенд.
Армянская часть города располагалась в нижней части города ввиду чего периодически подтоплялась рекой Каджана, которая в этом квартале под острым углом сливалась с речкой Киш. В городе находилось уездное училище, открытое в 1831 году, в котором проходили обучение 67 учеников: 2 -русских, 1- грузин, 50- армян и 14 мусульман. Как отмечает газета «Кавказ», ввиду того что у армянского населения постоянно растет стремление к обучению, учеников могло быть значительно больше, будь училище более вместительным. Издание также отмечает что многие мусульмане обучаются при мечетях и число их доходит до 450 человек.
В 1871 году корреспондент газеты  «Кавказ» сообщал из Нухи, что город в бытовом плане разделен на две части армянскую и татарскую. Причем, как армяне и татары живут своею собственною жизнью, и не имеют общих интересов. Согласно корреспонденту в городе также проживало 17 русских семей
Согласно Сборнику материалов для описания местностей и племен Кавказа (Выпуск 11. 1891 г.), население города в 1886 году составляло 24 182 человек.
Согласно ЭСБЕ и результатам первой всеобщей переписи населения Российской империи 1897 года население города к 1897 году составляло около 25 тыс. человек (80,5 % азербайджанцев, 17 % армян, 0,86 % славян (русские, украинцы, белорусы) и др..
По данным «Кавказского календаря» на 1916 год, к 1915 году в городе проживало 54 678 человек, в основном азербайджанцев и армян.
Общество Нуха Хурриети-Маариф было основано в апреле 1917 года. Это общество, действовавшее в Шеки в начале XX века, главной целью которого было просветительство. Цели Общества Нуха хурриети-маариф заключались в том, чтобы помочь существующим учебным заведениям, открыть новые школы и медресе, предоставить стипендии студентам, обеспечить подготовку учителей, организовать театральные представления, научные и литературные встречи и издать важные книги.
В 1917 году в ряде городов Азербайджана, в том числе, в Шеки, возникли Советы рабочих депутатов.
В мае 1920 года в Шеки, так же, как и в других городах Азербайджана, была установлена советская власть.
В 1930 году в селении Баш Гейнюк Шекинского района вспыхнуло восстание, направленное против политики коллективизации в Азербайджанской ССР. Советская власть была упразднена. Вскоре в город двинулись части Красной Армии. Восставшие были расстреляны.
В 2016 году соответствующим решением Постоянного совета Международной организации тюркской культуры («ТЮРКСОЙ»), принятым на заседании совета в городе Мары — (Туркмения), Шеки была объявлена культурной столицей тюркского мира 2016 года.
С 2001 года историческая часть города являлась кандидатом от Азербайджана на внесение в список Всемирного наследия ЮНЕСКО, а 7 июля 2019 года историческая часть города Шеки наряду с Дворцом шекинских ханов на 43-й сессии Комитета Всемирного наследия были включены в список Всемирного наследия ЮНЕСКО.
На декабрь 2022 года ведутся реставрационные работы.

### Период Азербайджанской ССР
1 февраля 1939 года в состав города было включено селение Кишлах.
Создан был заповедник на основе Постановления ЦК КП Азербайджана № 206 от 23 апреля 1967 года и Постановления Совета Министров Азербайджанской ССР № 594 от 24 ноября 1967 года. Границы заповедника утверждены Кабинетом Министров Азербайджанской Республики, Министерством культуры и туризма Азербайджанской Республики, Комитетом по земле и картографии Азербайджанской Республики и Национальной академией наук.
15 марта 1968 года — город переименован из Нухи в Шеки.
В 1975 году в Шеки было завершено строительство здания драматического театра.
В 1983 году в Шеки открылся Музей ремесел.
1983 год — в Шеки создан единственный Музей ремесел в СССР.
В плане Нухи (название Шеки до 15 марта 1968 года) 1852 года указано деление города на районы — мехелле: А. Юхары баш, В. Ганджали мяглясы, С. Дабахи, D. Пайдумлы, Е. Чайкрах, F. Тазакянт, G. Когнякянт. «Юхары баш» называлась верхняя часть города, где располагалась крепость.
6 марта 1968 года Постановлением Совета Министров Азербайджанской ССР № 97 возвышенная историческая часть города, «Юхары баш», была объявлена архитектурным заповедником.
24 ноября 1988 года в Шеки и Закаталах произошёл погром армян. Были сожжены дома армян, устроены погромы. При защите армянского населения получили ранения 7 советских военнослужащих, один из которых позже скончался.

### Современный период
В 2016 году соответствующим решением Постоянного совета Международной организации тюркской культуры («ТЮРКСОЙ»), принятым на заседании совета в городе Мары — (Туркмения), Шеки была объявлена культурной столицей тюркского мира 2016 года.
С 2017 года Шеки в статусе города ремёсел и народного искусства является членом сети творческих городов ЮНЕСКО.
С 2001 года историческая часть города являлась кандидатом от Азербайджана на внесение в список Всемирного наследия ЮНЕСКО, а 7 июля 2019 года историческая часть города Шеки наряду с Дворцом шекинских ханов на 43-й сессии Комитета Всемирного наследия были включены в список Всемирного наследия ЮНЕСКО.
На декабрь 2022 года ведутся реставрационные работы.
В 2025 году является одним из городов — мест проведения III Игр стран СНГ.

### Религиозный состав
По состоянию на 1846 год в городе насчитывалось 2893 дома: 23 мечети (114), 3 армянских храма (19 священослужителей), 1 православная церковь (4 священника).
Согласно «Своду статистических данных о населении Закавказского края» по состоянию на 1886 год в городе насчитывалось 16397 суннитов, 4747 шиитов, 4666 последователя армянской церкви (включая 90 священнослужителей и 76 монахинь), и 76 православных.

## Экономика

### XIX век
Шеки делился на 11 кварталов. 9 из них являлись ремесленными.
В XIX веке главной отраслью промышленности города и всего уезда было шелководство. Было развито огородничество, главным образом жителями соседнего селения Кишляг. 
Городские армяне из различных плодов, в особенности из ягод белого тута и виноградных выжимок делали водку, а также производили вино.

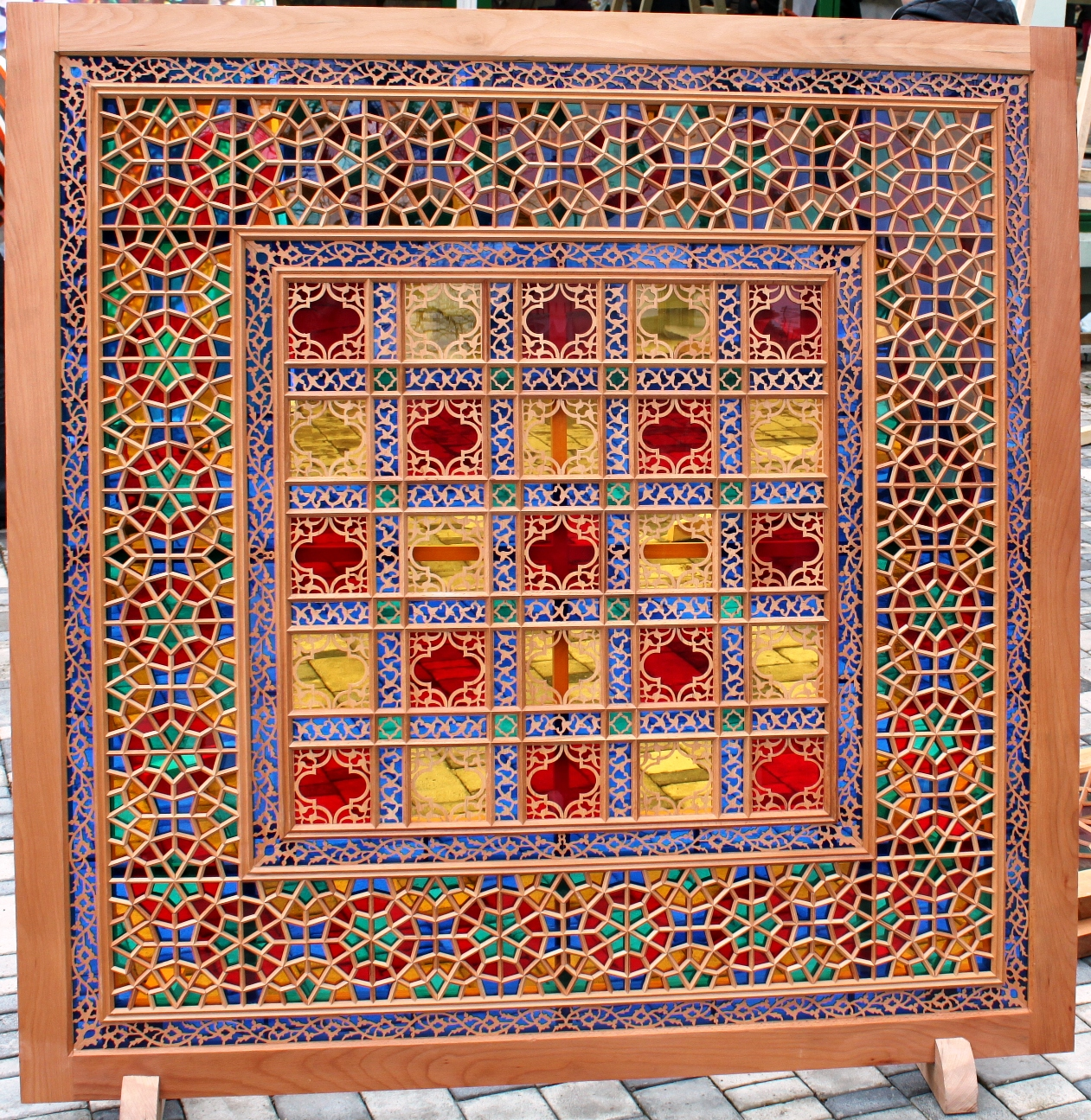
Окно-шебеке в Шеки

Действовало производство шебеке — окон с заполняющими их разноцветными стёклами, создаваемых азербайджанскими народными мастерами из мелких деревянных деталей без клея и гвоздей.
Также было развито гончарное производство. Существовал квартал гончаров, где размещались 14 мастерских (карханэ).

### Период Азербайджанской ССР
В период Азербайджанской ССР Шеки стал административным центром Шекинского района.
В городе были созданы производственное шёлковое объединение, швейная фабрика, табачно-ферментационный, кирпичный заводы, мясной комбинат, комбинат пищевой промышленности, текстильный, сельскохозяйственный техникумы. 

### Современный период
Действует ООО «Азерипек». Компания производит шёлк-сырец, келагаи, шёлковые шарфы, иные изделия. Продукция реализуется на внутреннем рынке, а также экспортируется в Иран, Турцию и Россию.

## Образование
Действует филиал Азербайджанского государственного педагогического университета, Шекинский государственный региональный колледж, Шекинский медицинский колледж, Шекинский государственный центр профессионального образования.
27 ноября 2023 года совместно с Миланским техническим университетом в Шеки открыт факультет дизайна и архитектуры Азербайджанской дипломатической академии. Факультет открыт в историческом особняке Зульфугаровых. На факультете будут реализованы программы бакалавриата, магистратуры и сертификационные программы в области архитектуры, градостроительства, включая дизайн интерьера, коммуникационный дизайн, товарный дизайн, ландшафтный дизайн.

## Инфраструктура
Действует Шекинская кольцевая автомобильная дорога.
Действует автомобильная дорога Огуз — Шеки протяжённостью 47,2 км.

## Культура
В период Азербайджанской ССР действовали педагогическое, медицинское и музыкальное училища, народный театр (в 1975 году — драматический театр), краеведческий музей, Дом-музей азербайджанского писателя-просветителя Мирзы Фатали Ахундова, родившегося в Шеки, а также музей «Дворец шекинских ханов».
Проводится ежегодный международный музыкальный фестиваль «Шелковый путь». На июль 2024 года прошло 13 фестивалей.
С 2014 года проводится Шекинский театральный фестиваль.

## Достопримечательности

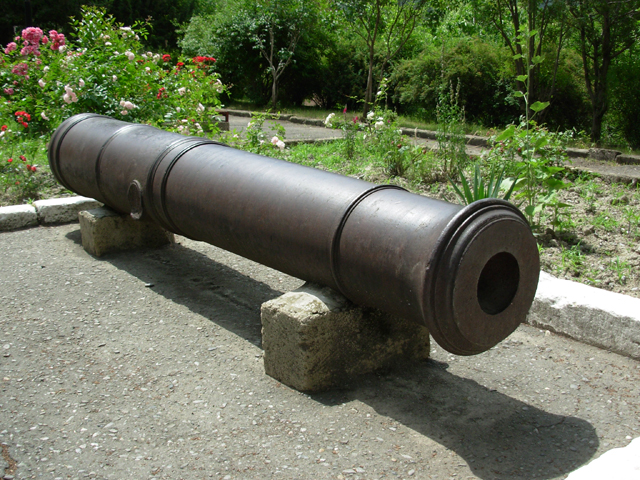
Русская пушка 1812 г., Шеки

6 марта 1968 года Постановлением Совета Министров Азербайджанской ССР № 97 возвышенная историческая часть города, «Юхары баш», была объявлена архитектурным заповедником. С 2001 года историческая часть города являлась кандидатом от Азербайджана на внесение в список Всемирного наследия ЮНЕСКО, а 7 июля 2019 года историческая часть города наряду с Дворцом шекинских ханов на 43-й сессии Комитета Всемирного наследия были включены в список Всемирного наследия ЮНЕСКО.
- Церковь в селе Киш (XII в.);
- Дворец шекинских ханов (XVIII в.);
- Ханский платан;
- Крепость (XVIII в.);
- Шекинская ханская мечеть (XVIII в.);
- Верхний караван-сарай (XVIII в.);
- Нижний караван-сарай (XVIII в.);
- Дом Шекихановых (XVIII в.);
- Шекинская крепость (XVIII в.);
- Минарет мечети Гилейли (XVIII в.);
- Остатки крепости Гелярсан-Гёрарсан[81](XVIII—XIX вв.);
- Мост на реке Гурджаначай (XVIII—XIX вв.);
- Мост на реке Дайирманарх (XVIII—XIX вв.);
- Русская пушка 1812 года;
- Гедек-мечеть (XIX в.);
- Мечеть Джума (XIX в.);
- Ханская мечеть (XIX в.);
- Мечеть Омар Эфенди (XIX в.);
- Мечеть имама Али (XIX в.);
- Восьмигранный минарет
- Мечеть «Кишлак» (XIX в.);
- Минарет на улице Ахундова;
- Минарет на улице Ахвердова;
- Средневековые бани (XIX в.);
- Подземная баня (XIX в.);
- Баня Дяря (XIX в.);
- Баня «Агванлар» (XIX в.);
- Баня «Кишлак» (XIX в.);
- Башня и храм в Орта-Зейзит;
- Мавзолей Бабаратма;
- Круглый храм (XIX в.);
- Армянская церковь (XIX в.);
- Дом-музей Мирзы Фатали Ахундова;
- Дом-музей Рашид-бека Эфендиева;
- Дом-музей Сабита Рахмана;
- Дом-музей Джебраилова;
- Памятник Бахтияру Вахабзаде;
- краеведческий музей;
- драматический театр основаный в 1975 году.
- Здание фабрики N°-1
- В 1958 году в Шеки был создан краеведческий музей. Музей, был создан в качестве краеведческого музея Нуха-Закатальского района при помощи коллектива Музея истории Азербайджана[82]. В настоящее время это исторический краеведческий музей имени Рашид-бека Эфендиева, который расположен на территории Шекинской крепости, в одном из старинных зданий. В музее собраны богатые экспонаты, которые относятся к истории Шеки, растительному и животному миру, экономическому и культурному развитию региона, народным ремёслам[83]. История и природные богатства края представлены в шести залах музея на богатом музейном материале[82]. Музей функционирует в здании бывшей казармы, построенной в 1895 году[84].
- Здесь в Шеки функционирует единственный на Кавказе мультимедийный музей истории виноделия на предприятии Шеки Шараб.
- Эпиграфические памятники на Ханском кладбище (Шеки)
- В здании бывшей тюрьмы ныне расположено детское отделение Шекинской центральной библиотеки.
- В бывшем же здании одной из казарм ныне функционирует Шекинская историко-этнографическая картинная галерея музея. В другом здании расположен Туристический информационный центр[85].

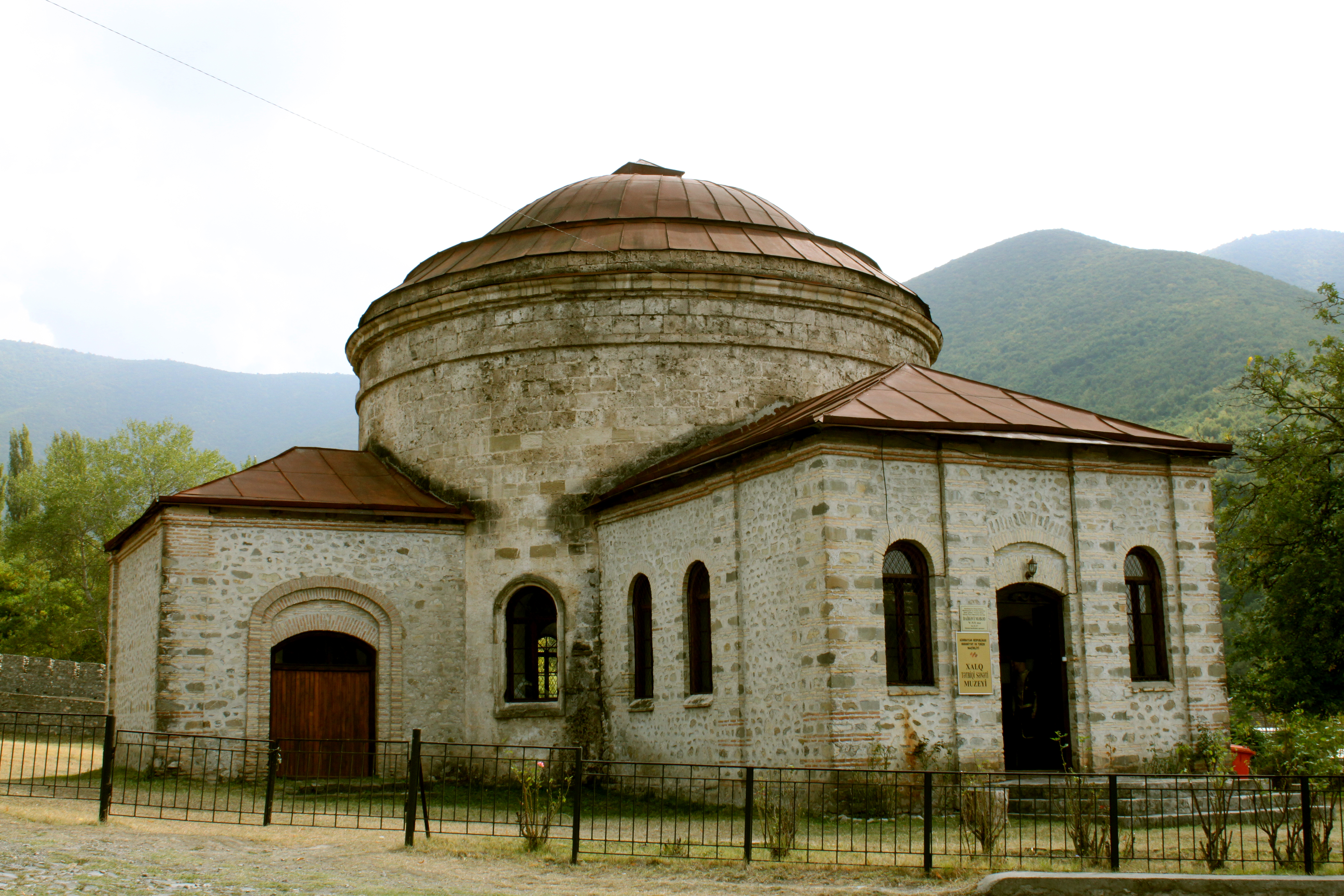
Круглый храм (XIX век)
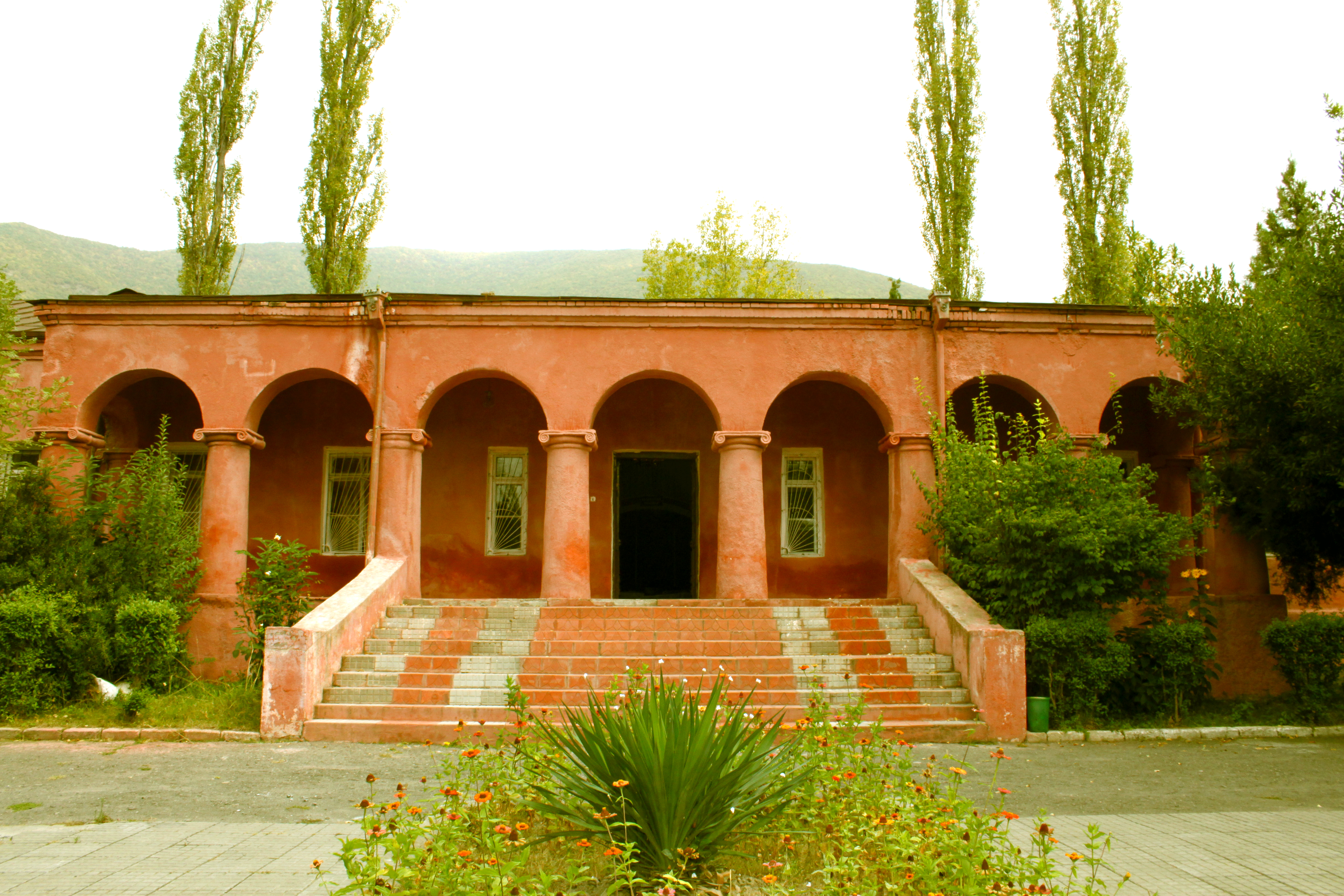
Исторический краеведческий музей
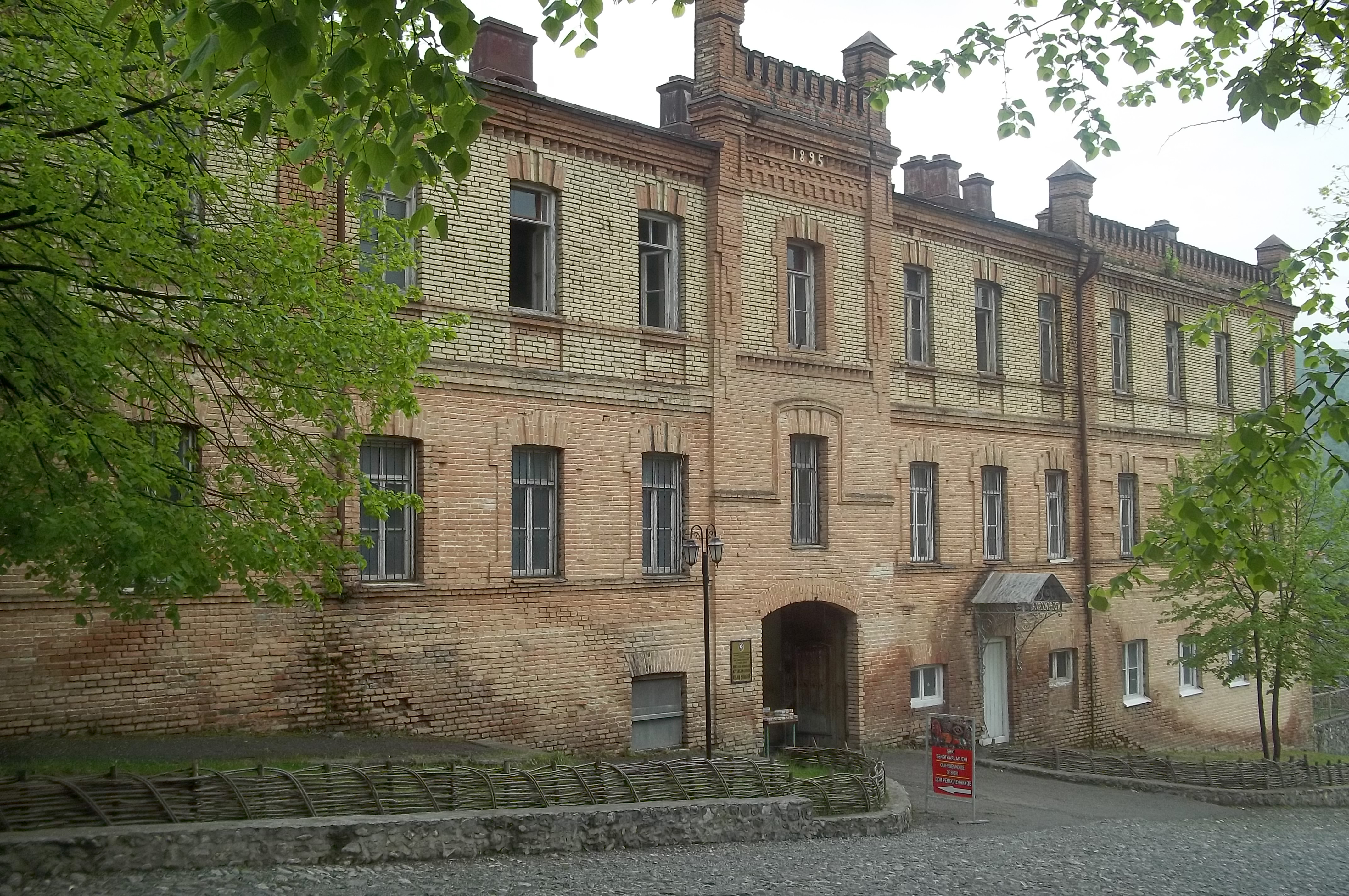
Детское отделение Шекинской центральной библиотеки
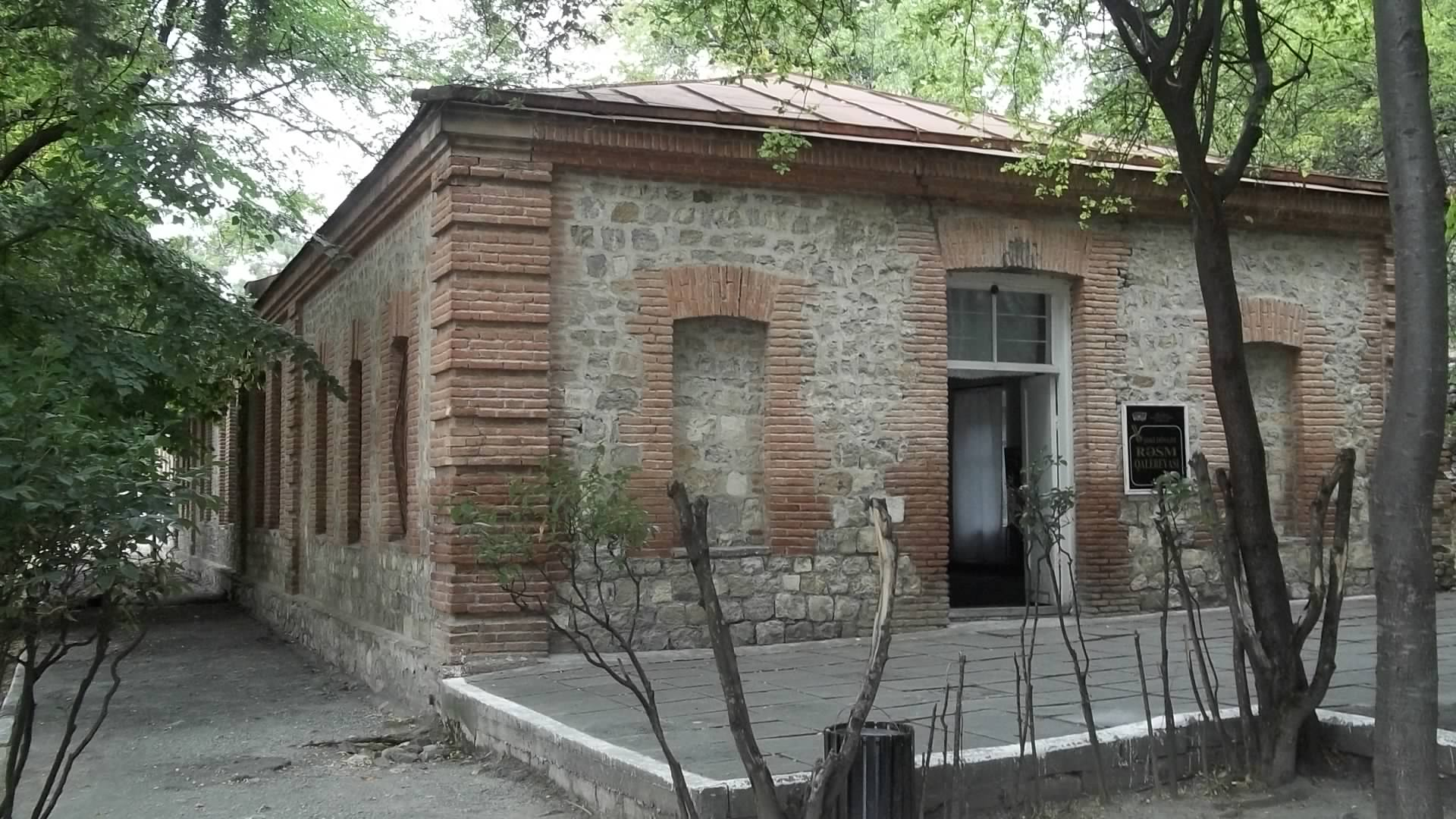
Картинная галерея

Памятники
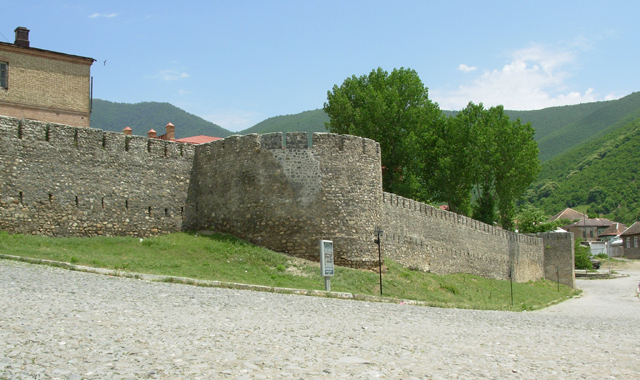
Крепость
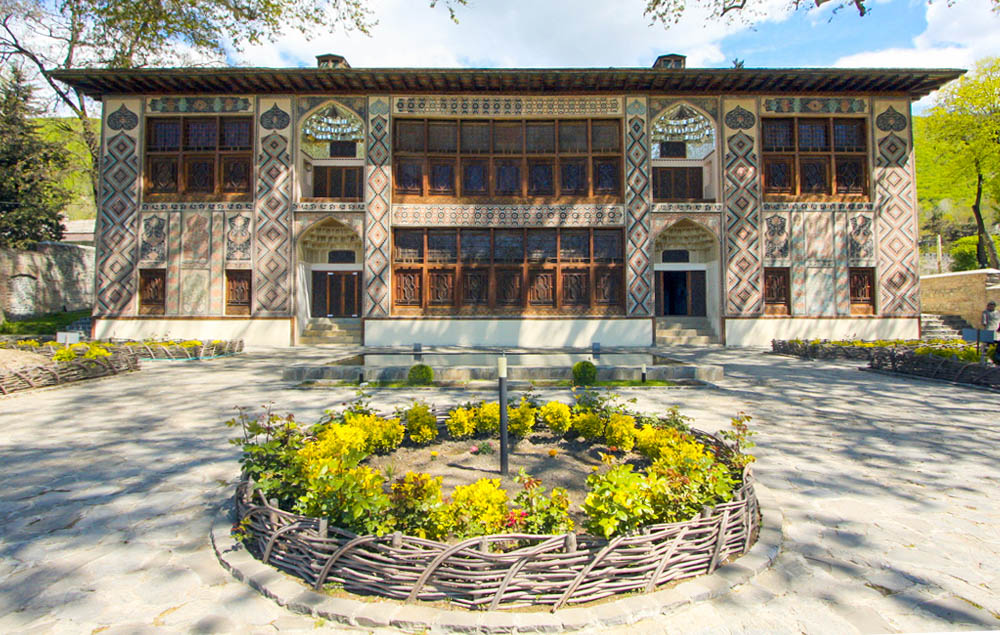
Дворец шекинских ханов
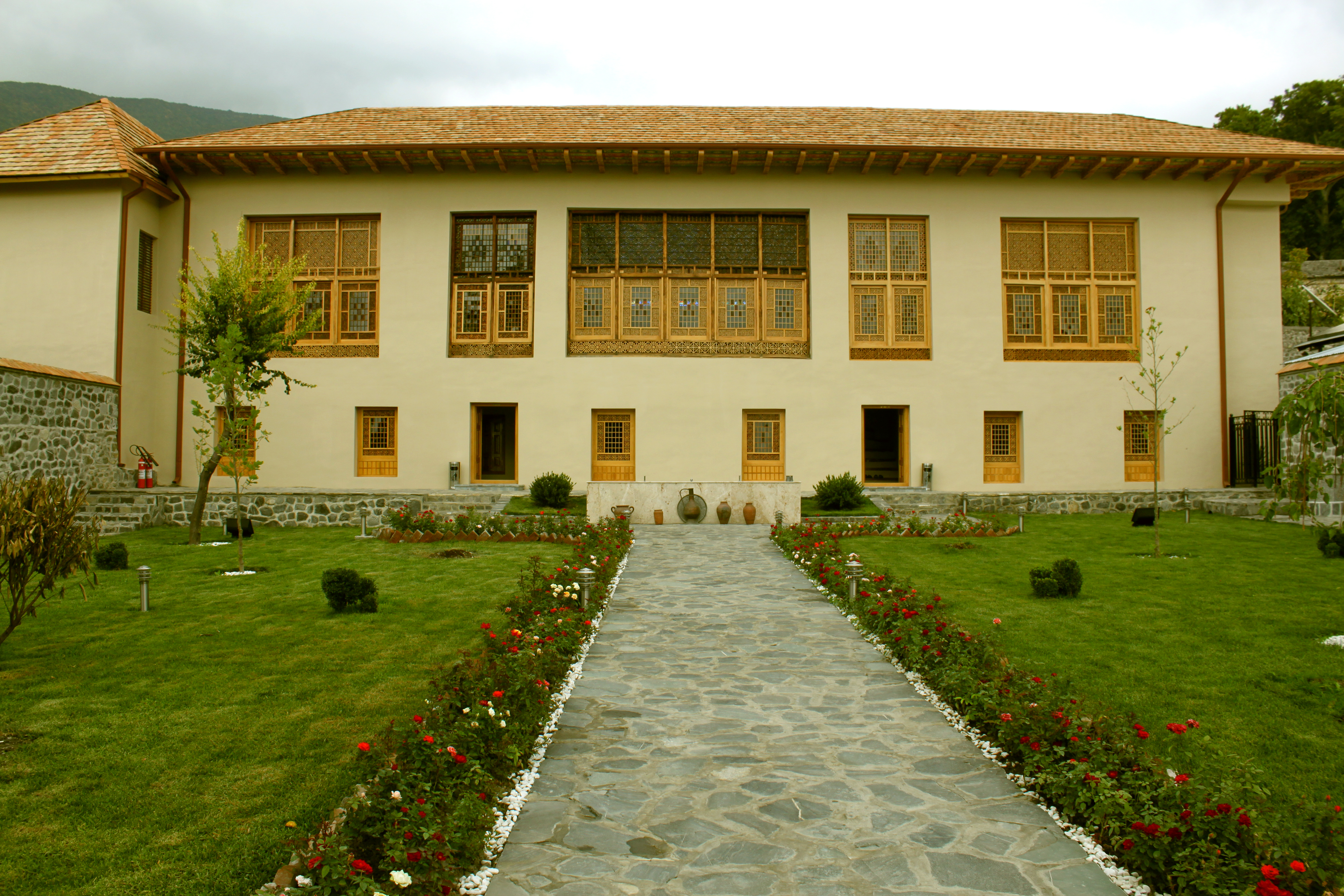
Дом Шекихановых
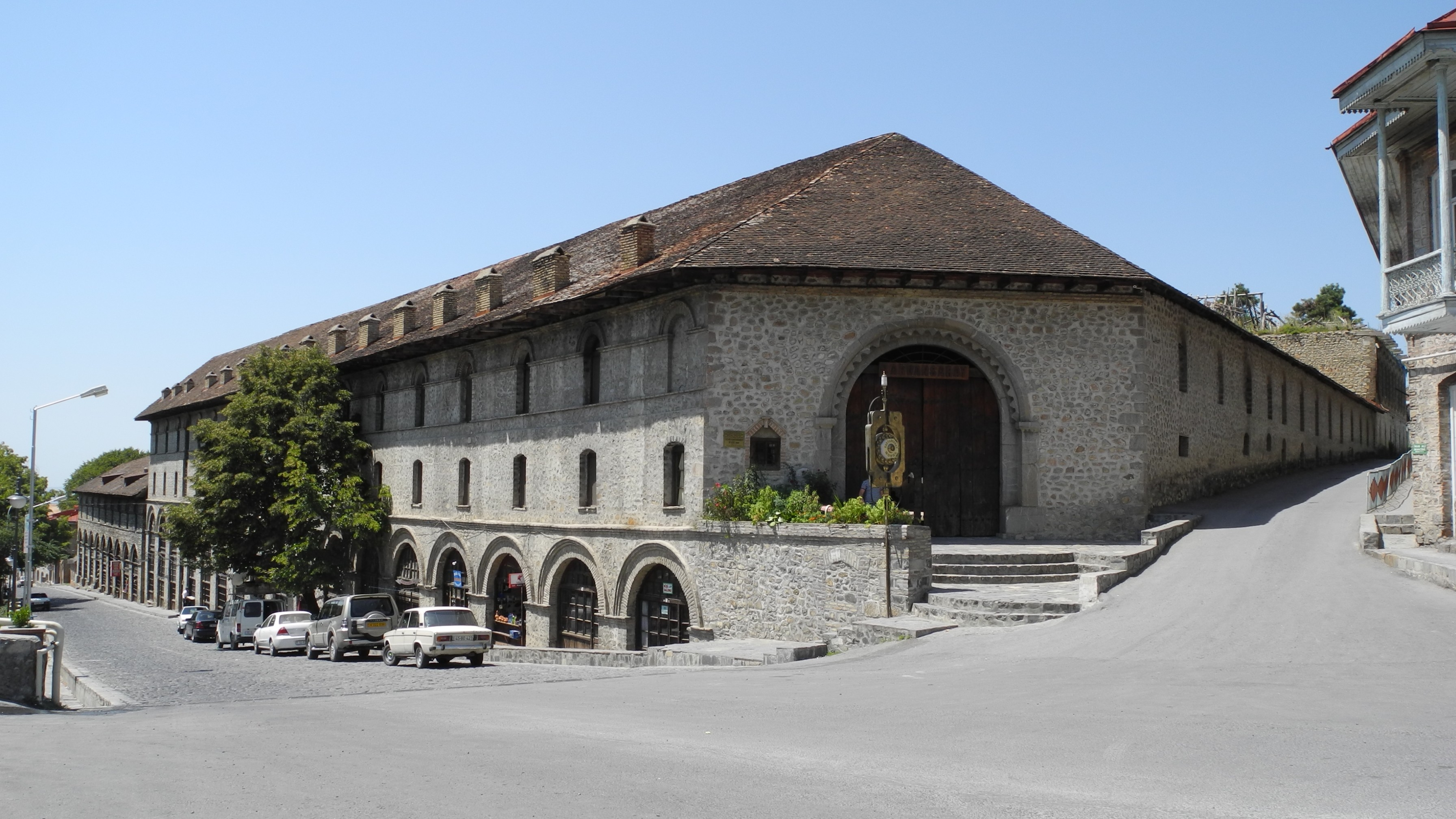
Верхний караван-сарай
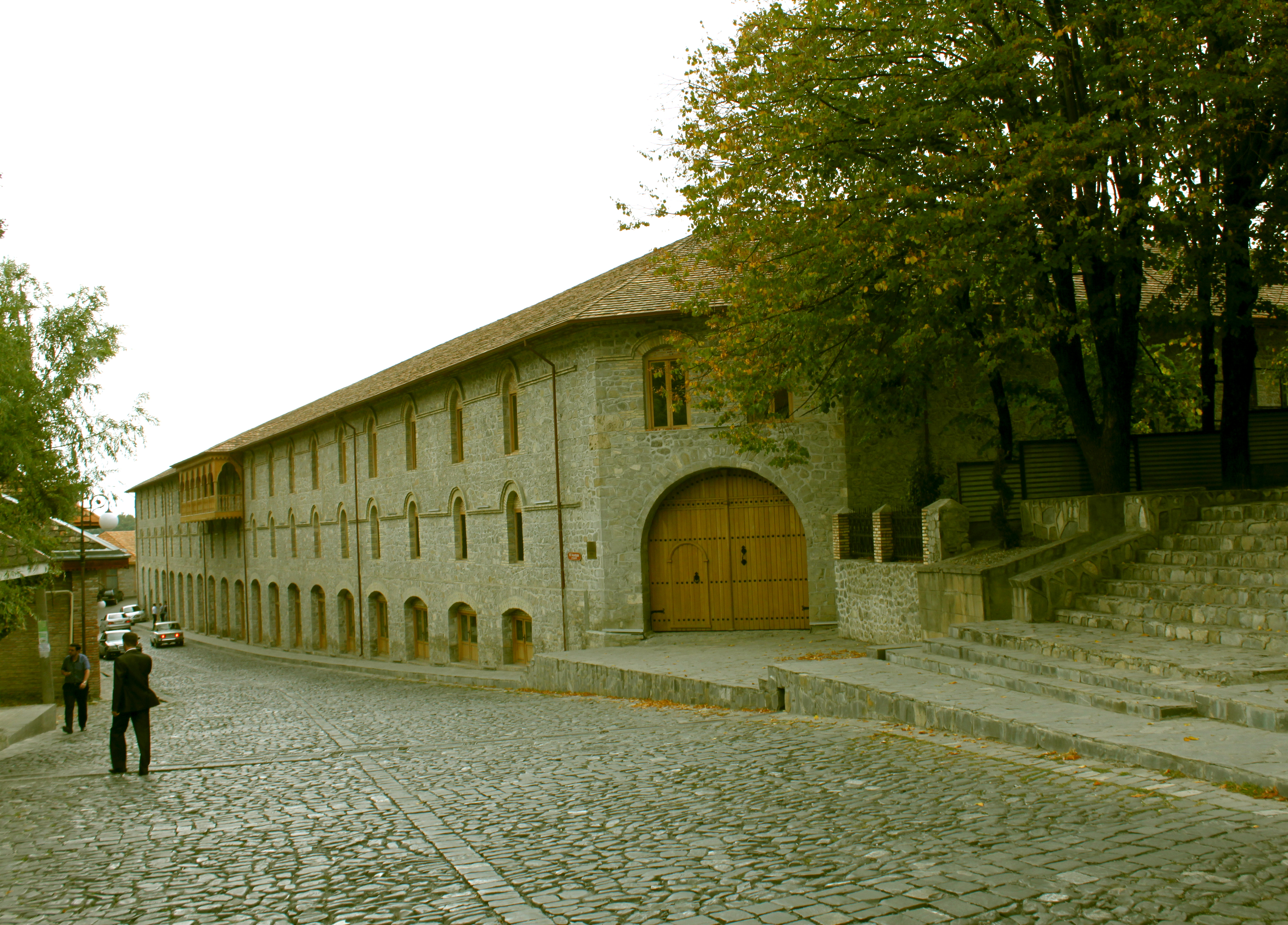
Нижний караван-сарай
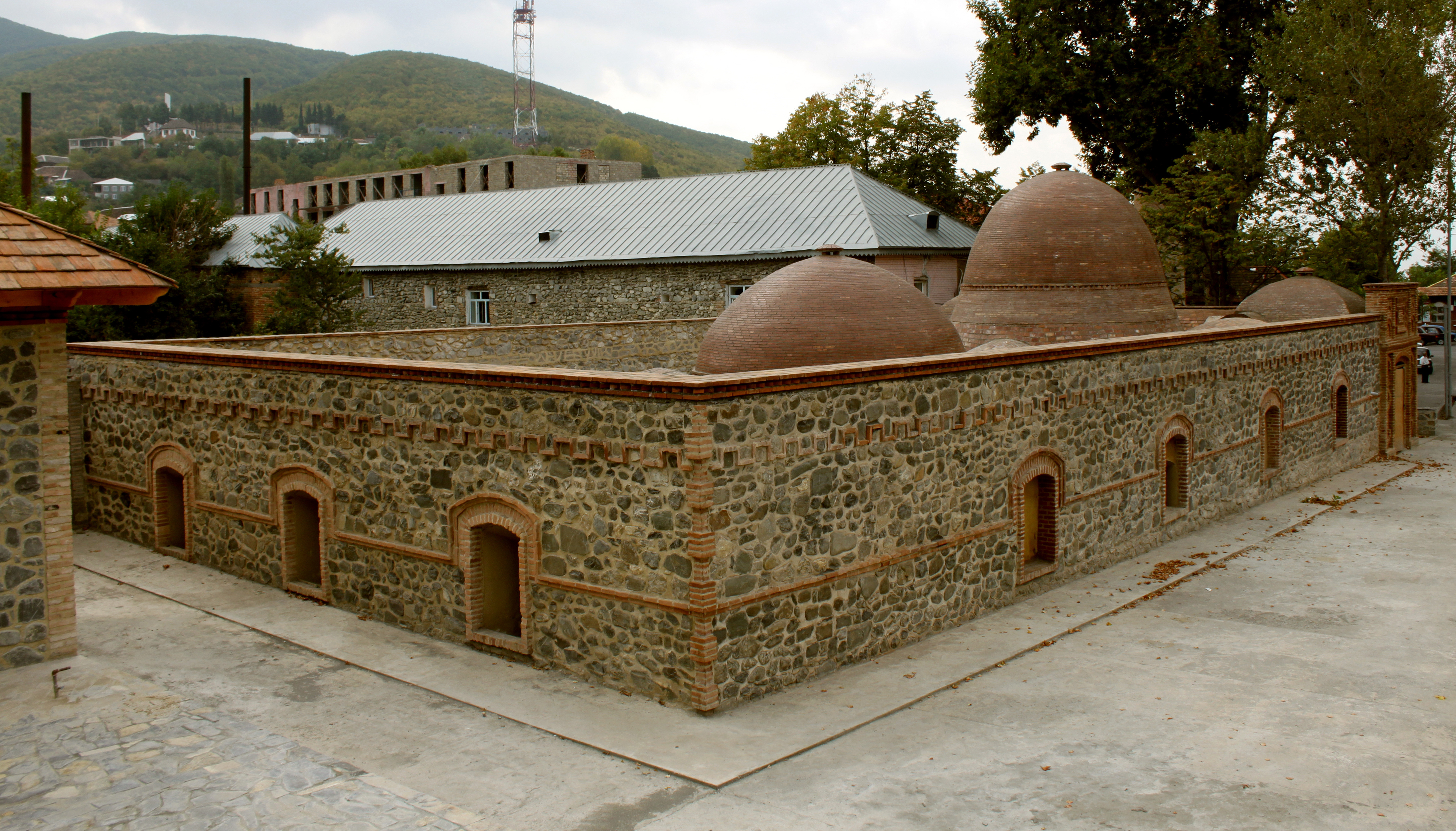
Подземная баня в Шеки
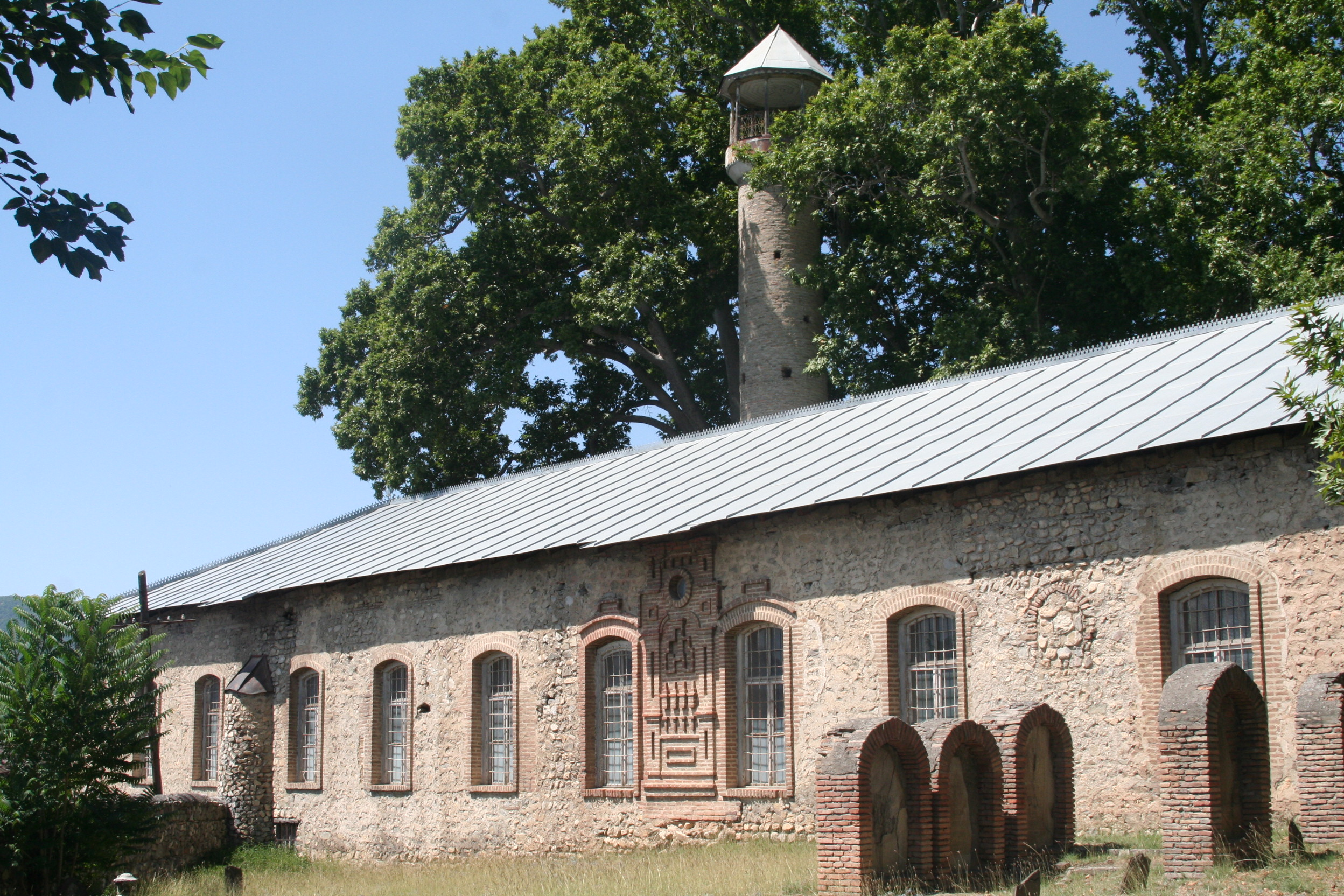
Ханская мечеть
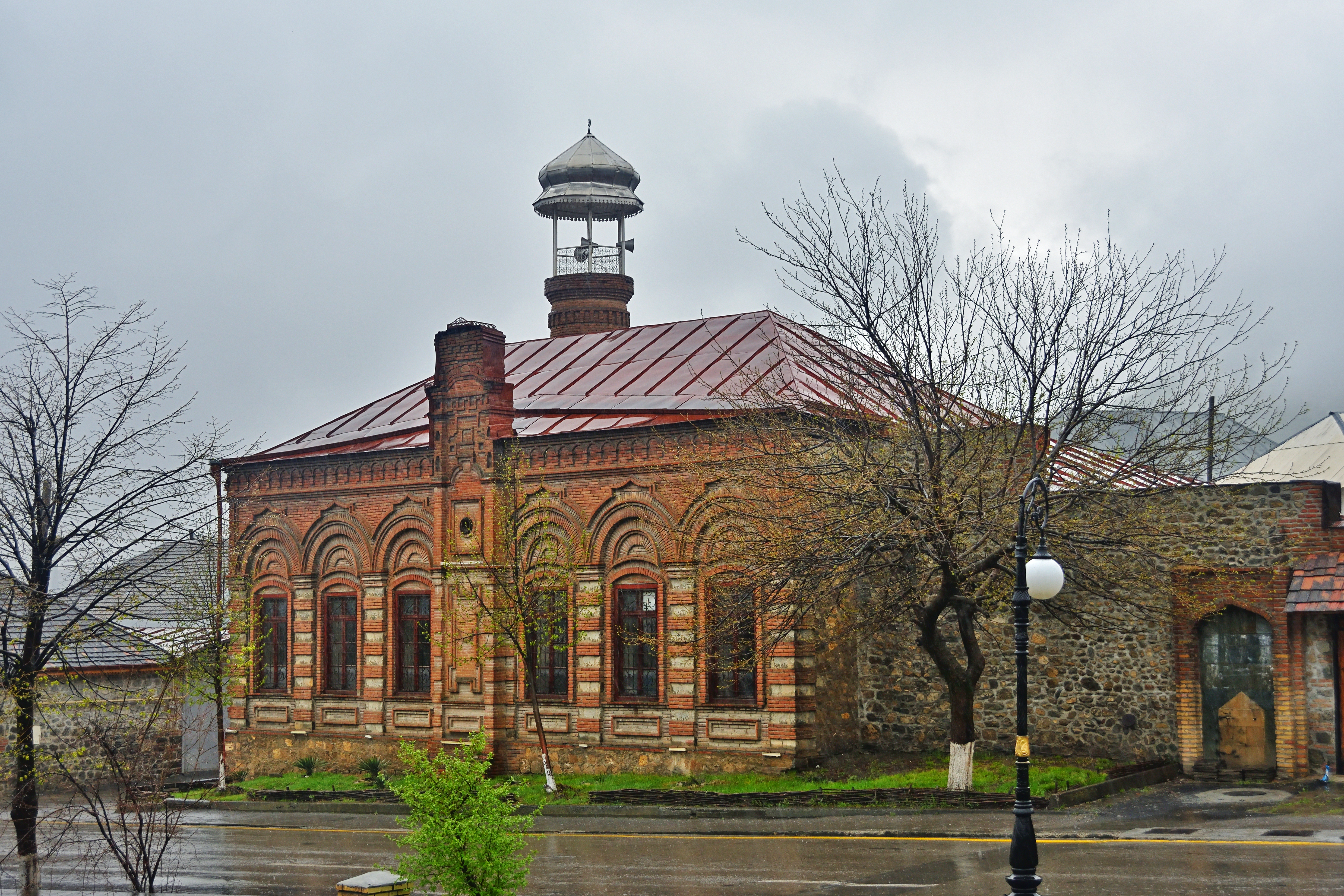
Мечеть Омар Эфенди
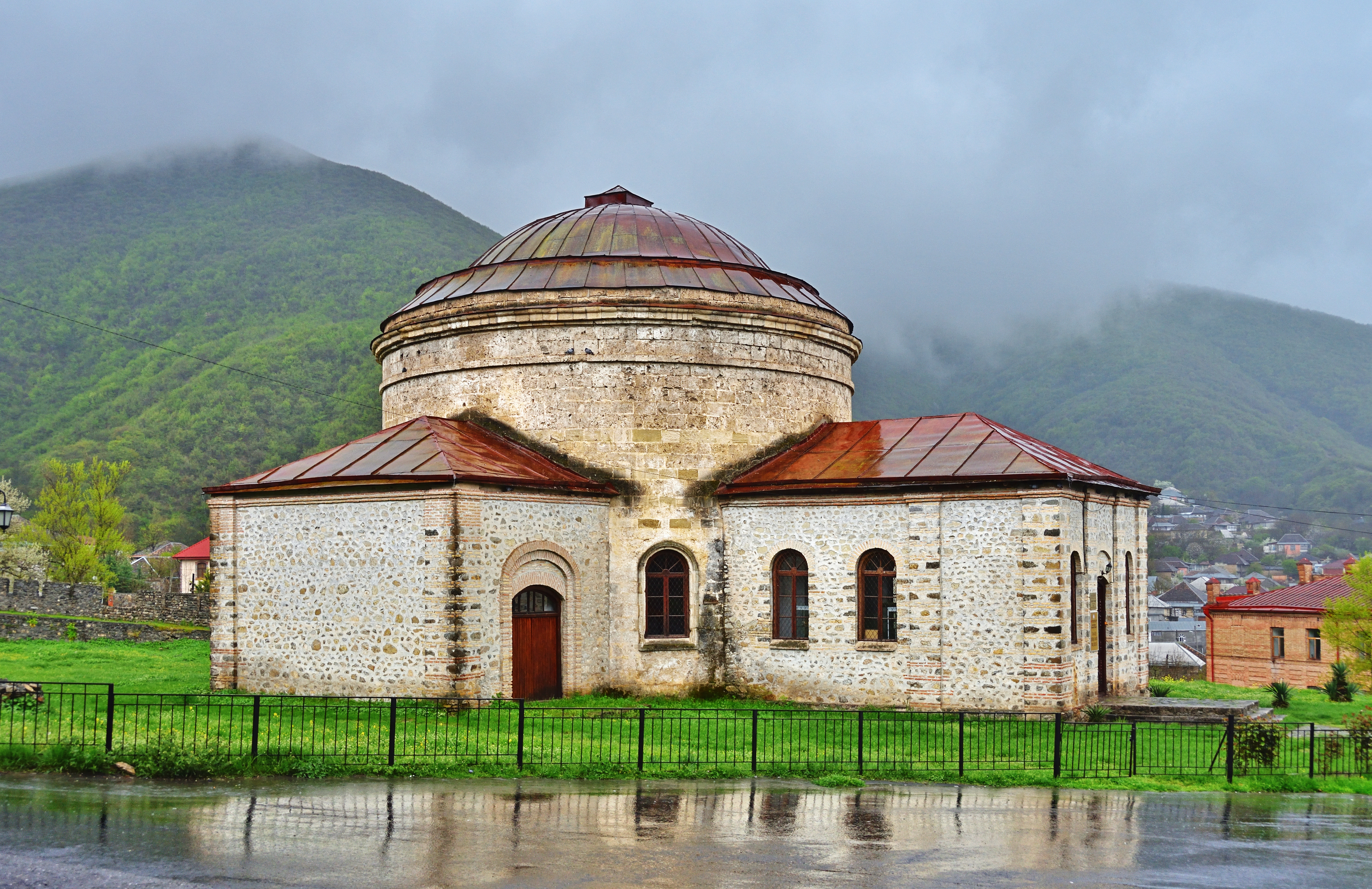
Трёхсвятительская церковь
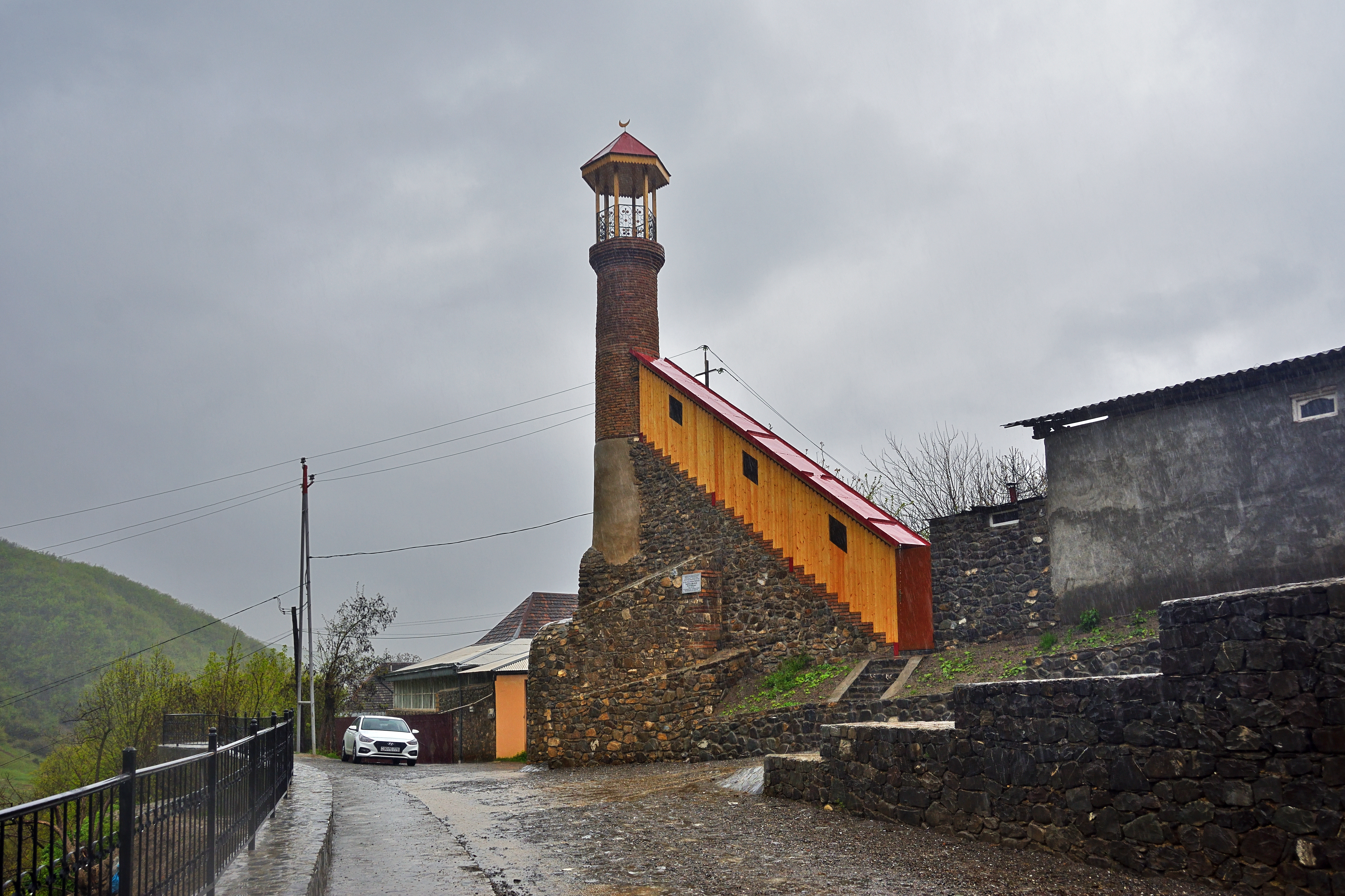
Минарет мечети Гилейли
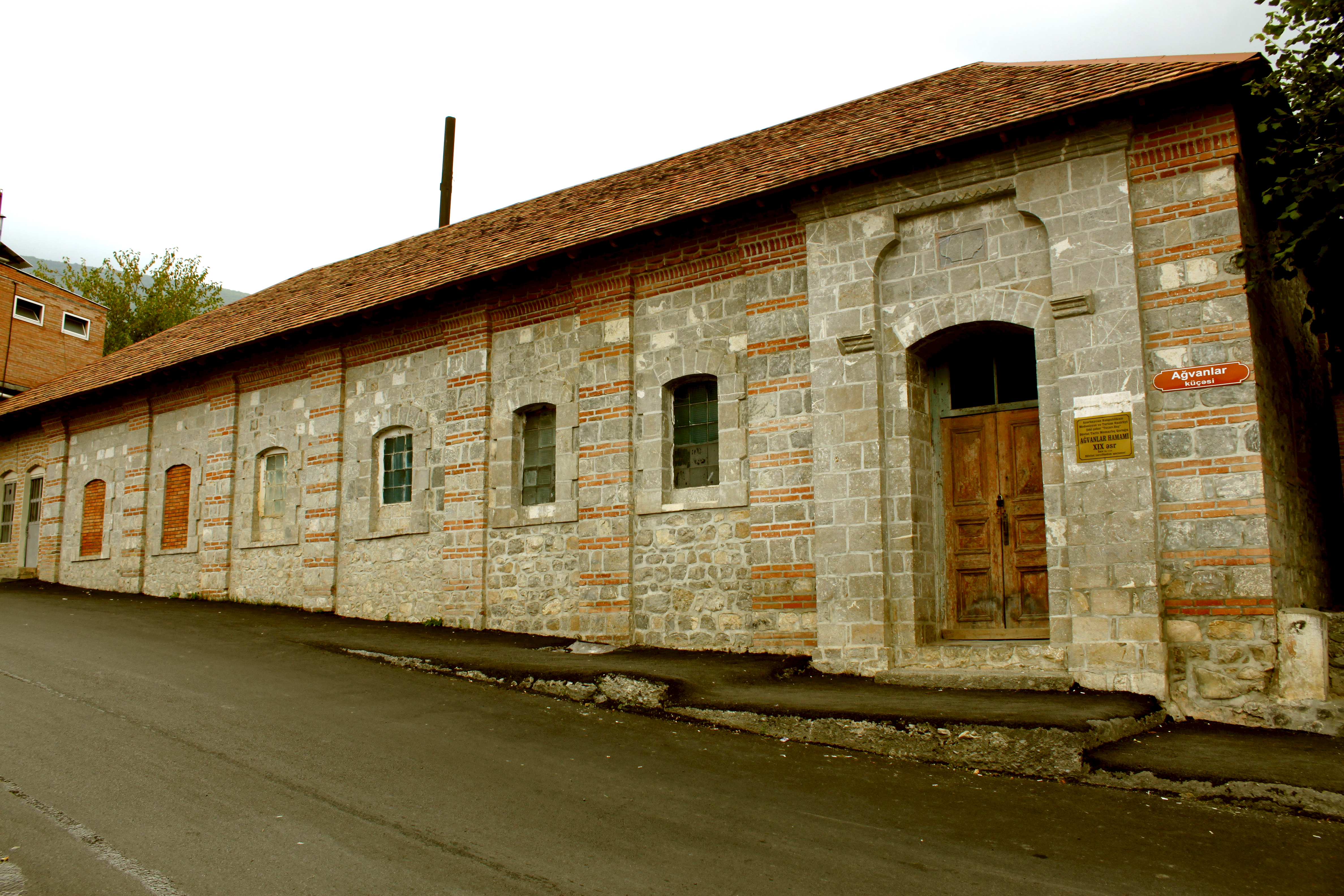
Баня «Агванлар»
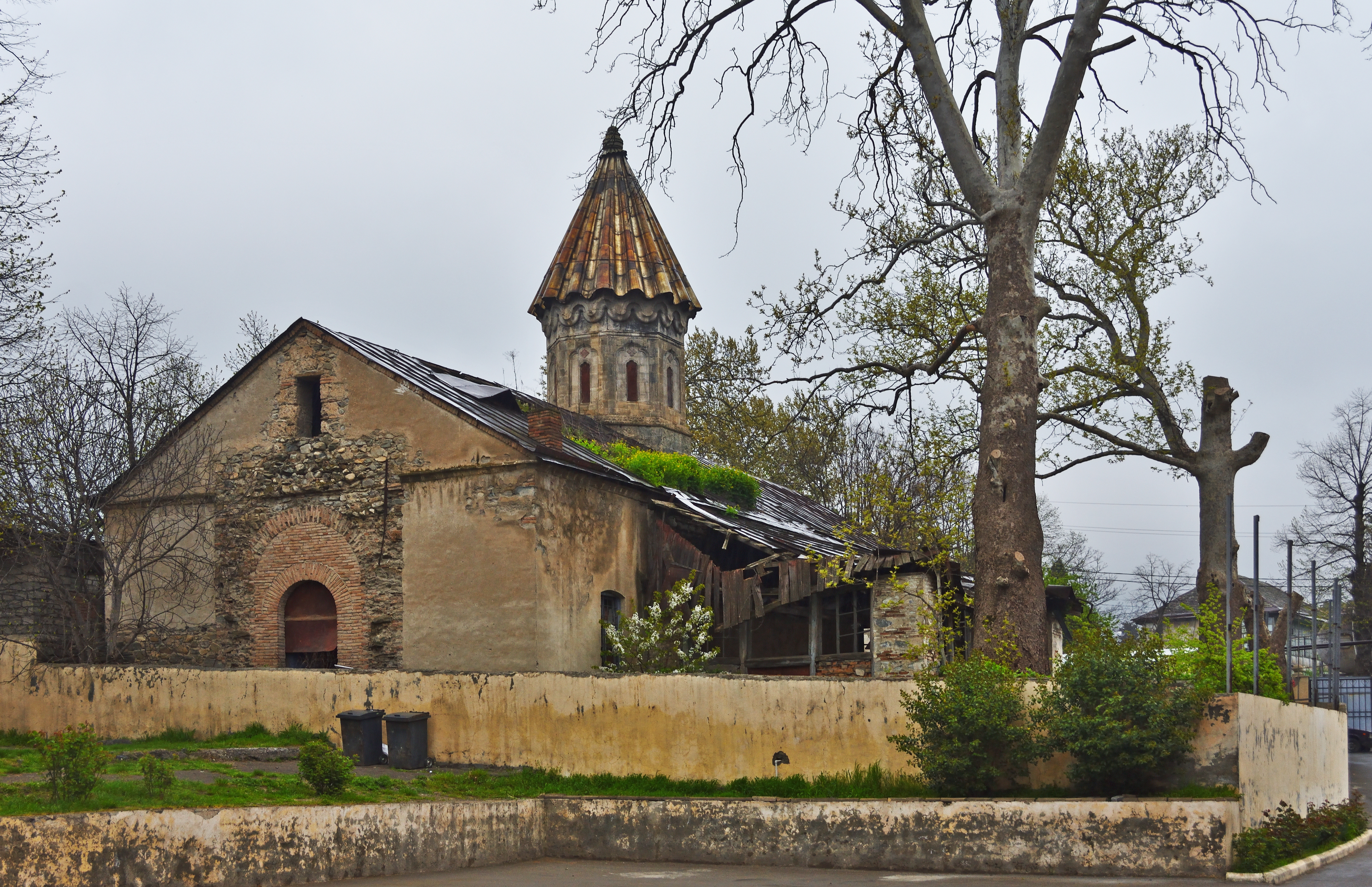
Армянская церковь XIX века

## В искусстве
Шеки посвящено стихотворение поэтессы Риммы Казаковой:

Шеки. Бахтияру Вагабзаде

Горный изумруд — Шеки!

Ласка ветра у щеки.

Отпущенье всем грехам

Очищающий рейхан…

Земли, камни, склоны гор

всё — с былого до сих пор

всё, должно быть, злу назло,

всё зелёным занесло.

## Некоторые известные уроженцы
В книге «Шеки. Историко-архитектурный очерк» (Баку, 1988) приводятся имена 21 уроженца города, представленных как «видные деятели культуры и науки, талантливые учёные, писатели»:
- Сабит Рахман (Сабит Керим оглы Махмудов) (1910—1970) — писатель, заслуженный деятель искусств Азербайджанской ССР.
- Бахтияр Вахабзаде (1925—2009) — Народный поэт Азербайджана, академик НАН Азербайджана.
- Фуад Абдурахманов (1915—1971) — скульптор. Народный художник Азербайджанской ССР.
- Тофик Агагусейнов (1923—2021) — первый заместитель командующего войсками Бакинского округа ПВО. Генерал-полковник.
- Исмаил Османлы (1902—1978) — актёр театра и кино. Народный артист СССР.
- Лютфали Абдуллаев (1914—1973) — Народный артист Азербайджанской ССР.
- Расим Оджагов (1933—2006) — кинорежиссёр. Народный артист Азербайджанской ССР.
- Эмин Сабитоглу (1937—2000) — композитор. Народный артист Азербайджана.
- Шафига Ахундова (1924—2013) — композитор. Народная артистка Азербайджана. Автор первой, написанной женщиной на Востоке оперы «Скала невест».
- Зия Юсифзаде (1929—2015) — сотрудник органов государственной безопасности СССР и МНБ Азербайджана. Председатель КГБ Азербайджанской ССР. Генерал-лейтенант.
- Салман Мумтаз (1884—1941) — азербайджанский поэт, литературовед.
- Меджид Расулов (1916—1993) — академик АН Азербайджанской ССР, математик.
- Джаваншир Гулиев — композитор, заслуженный деятель искусств Азербайджана.
- Альберт Мустафаев — скульптор. Заслуженный художник Азербайджана.
- Джалил Гусейнов — доктор медицинских наук, академик АН Азербайджанской ССР.
- Джебраил Гусейнов — доктор сельскохозяйственных наук, академик АН Азербайджанской ССР.
- Абдулазаль Дамирчизаде — член-корреспондент АН Азербайджанской ССР.
- Гейдар Эфендиев — член-корреспондент АН Азербайджанской ССР.
- Зульфугар Зульфугаров — доктор химических наук, член-корреспондент АН Азербайджанской ССР.
- Махмуд Исмаилов — доктор исторических наук, член-корреспондент АН Азербайджанской ССР.
- Ниязи Самедов — доктор биологических наук, член-корреспондент АН Азербайджанской ССР.
- Гурбан Джалилов — член-корреспондент АН Азербайджанской ССР.
- Гасан Мурсалович Шахмалиев — член-корреспондент АН Азербайджанской ССР.

Корни из Шеки имеет Чингиз Мустафаев — азербайджанский гражданский и военный журналист. Национальный герой Азербайджана.

## Города-побратимы
- Гиресун, Турция
- Османгази, Турция
- Габрово, Болгария[90]
- Слуцк , Белоруссия (25.11.2009)
- Эль Пасо, США
- Коканд, Узбекистан (c 2023)[91]

### В СССР
- Жмеринка, Украина. Партнёрские отношения, были установлены в советское время, продолжались до образования независимой Украины. В настоящее время сведений о связях нет[92].

## Фильмография
- «Великаны. Тайны старинных крепостей» — документальный фильм, снятый телекомпанией «АстраАрт» в 2012 г.